# Fábio Machado
Fábio Machado (Funchal, Região Autónoma da Madeira, 1985) é um bandolinista português.

## Biografia
Iniciou os seus estudos musicais aos nove anos e ingressou na Orquestra de Bandolins da Madeira (Recreio Musical União da Mocidade) na qual foi Concertino, realizando diversos concertos com a Orquestra e apresentando-se várias vezes como solista.Estudou no Conservatório de Música “C. Pollini” de Pádua sob a orientação da virtuosa bandolinista Dorina Frati.
Em Setembro de 1998 realiza com a Orquestra uma turné artística pelo norte e centro de Portugal, com concertos em Águeda, Vila do Conde, Benavente, Santarém e Expo 98. Apresentou-se como solista com a mesma Orquestra numa digressão feita ao Reino Unido, realizando 8 concertos pelo país, onde actuou nas maiores catedrais Inglesas, sendo de destacar o concerto na melhor sala acústica de Inglaterra, St. George's Bristol, e o concerto realizado na Capela São Jorge em Windsor, este último inserido oficialmente nas Comemorações dos cinquenta anos do Jubileu da Rainha Isabel II de Inglaterra.
É de destacar as suas interpretações de Caprichos Solo de N. Paganini, e a gravação de um DVD onde interpreta "Chaconne" em Sol menor de Tomaso Vitali. Além de ter gravado 2 CDs e um DVD. com a Orquestra de Bandolins da Madeira, actua regularmente em Itália, Alemanha, Inglaterra, Portugal e EUA.
Demonstrando sempre um grande interesse pela música contemporânea, o compositor norueguês Oddvar Kvam dedicou-lhe uma das suas obras, “A Special Day” para Bandolim e Piano.